# Vilhelm Bissen
Christian Gottlieb Vilhelm Bissen (5 de agosto de 1836) – 20 de abril de 1913) fue un escultor danés. También fue profesor en la Real Academia Danesa de Bellas Artes con gran influencia en la siguiente generación de escultores daneses, y durante un tiempo fue su director. Bissen se formó en la tradición neoclásica de Bertel Thorvaldsen, pero tras una estancia en París alrededor de 1880, recibió la influencia del naturalismo. Con la estatua ecuestre de Absalon se pasó al neorromanticismo.

## Biografía
Vilhelm Bissen nació en Copenhague como hijo de Herman Wilhelm Bissen, uno de los principales escultores daneses de su época. El joven Bissen se formó en el estudio de su padre desde muy joven y estudió en la Real Academia Danesa de Bellas Artes de 1853 a 1857, luego en Roma entre 1857 y 1863 y finalmente en Carrara de 1866 a 1867 donde estudió técnicas de mármol.

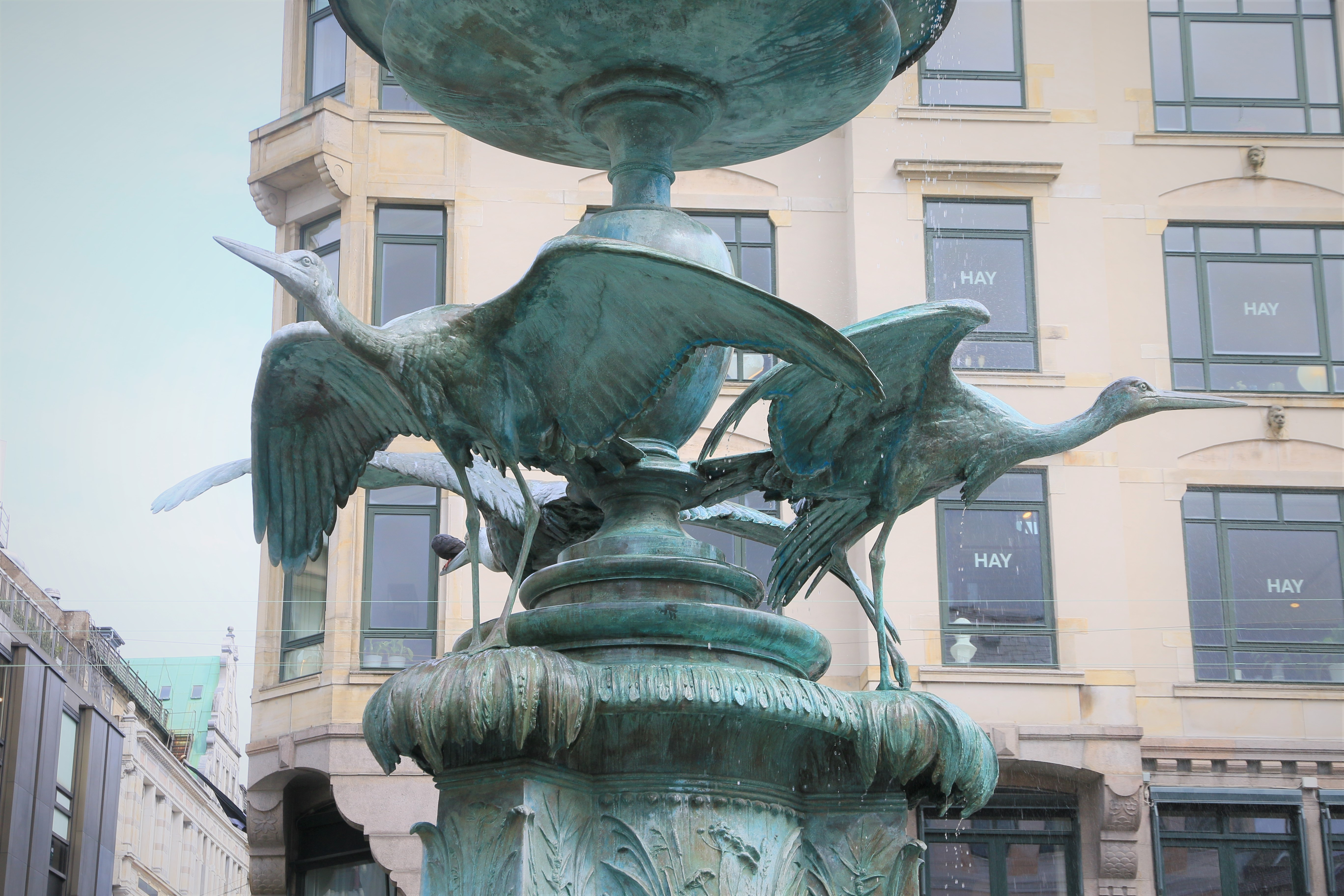
Fuente de la cigüeña en Amagertorv (1894)

A la muerte de su padre en 1868, regresó a Dinamarca para continuar con su taller y completar sus proyectos en curso. Entre ellos destaca la estatua ecuestre del rey Federico VII para la plaza del Palacio de Christiansborg (1873).
Entre sus obras se encuentran varias estatuas de daneses destacados. Se le conoce principalmente por una serie de estatuas en los alrededores de Copenhague, como la estatua ecuestre de Absalon (1902) en Højbro Plads y la Fuente de la cigüeña (1894) en la contigua Amagertorv. Entre sus obras más destacadas se encuentran la de NFS Grundtvig en la iglesia de Mármol, Christian IV en Nyboder y la reina consorte Carolina Amalia en el jardín del castillo de Rosenborg
Recibió el encargo de hacer dos estatuas de Absalon en el septicentenario de su muerte en 1901, una estatua ecuestre para Højbro Plads y otra figura de cobre dorado para la fachada del nuevo Ayuntamiento de Copenhague que estaba en construcción en ese momento. También produjo una gran cantidad de esculturas de animales, de las cuales las aves en la Fuente de la cigüeña (1894) en Amagertorv son las más famosas.
Participó en la Exposición de Primavera de Charlottenborg entre 1857 y 1913 y en las Exposiciones Mundiales en Londres 1862, París 1867 y 1889 y en Chicago 1893. En 1871 fue elegido miembro de la Academia de Bellas Artes y en 1887 miembro del Consejo de la Academia. Fue director de la Academia de 1902 a 1905. Ocupó los cargos de profesor de escultura en la Real Academia Danesa de Bellas Artes 1889-1908.

## Galería

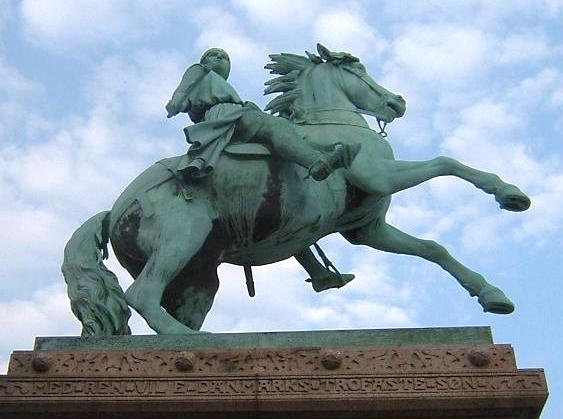
Absalón (1902) Plads Højbro
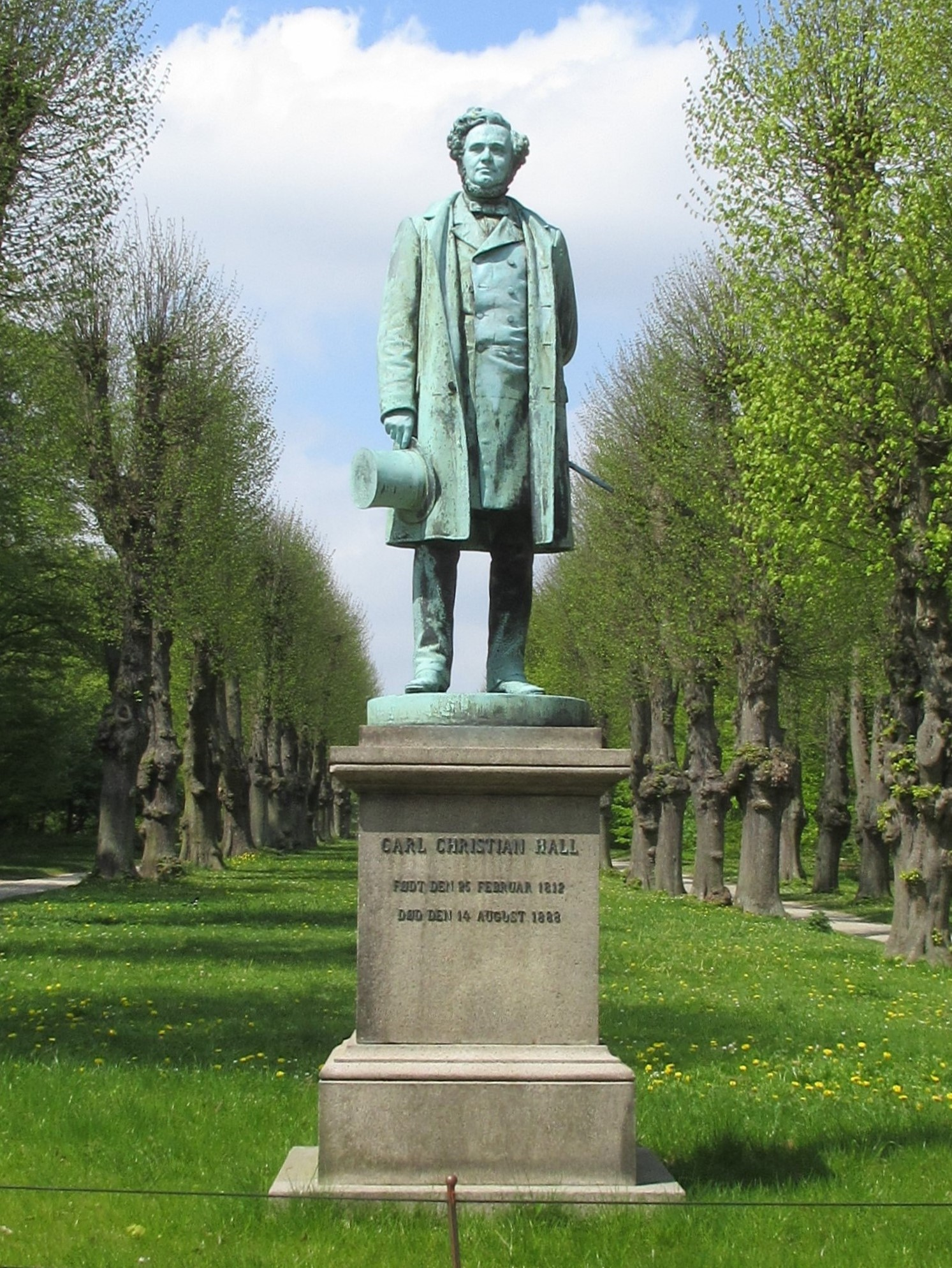
Carl Christian Hall (1890) Søndermarken
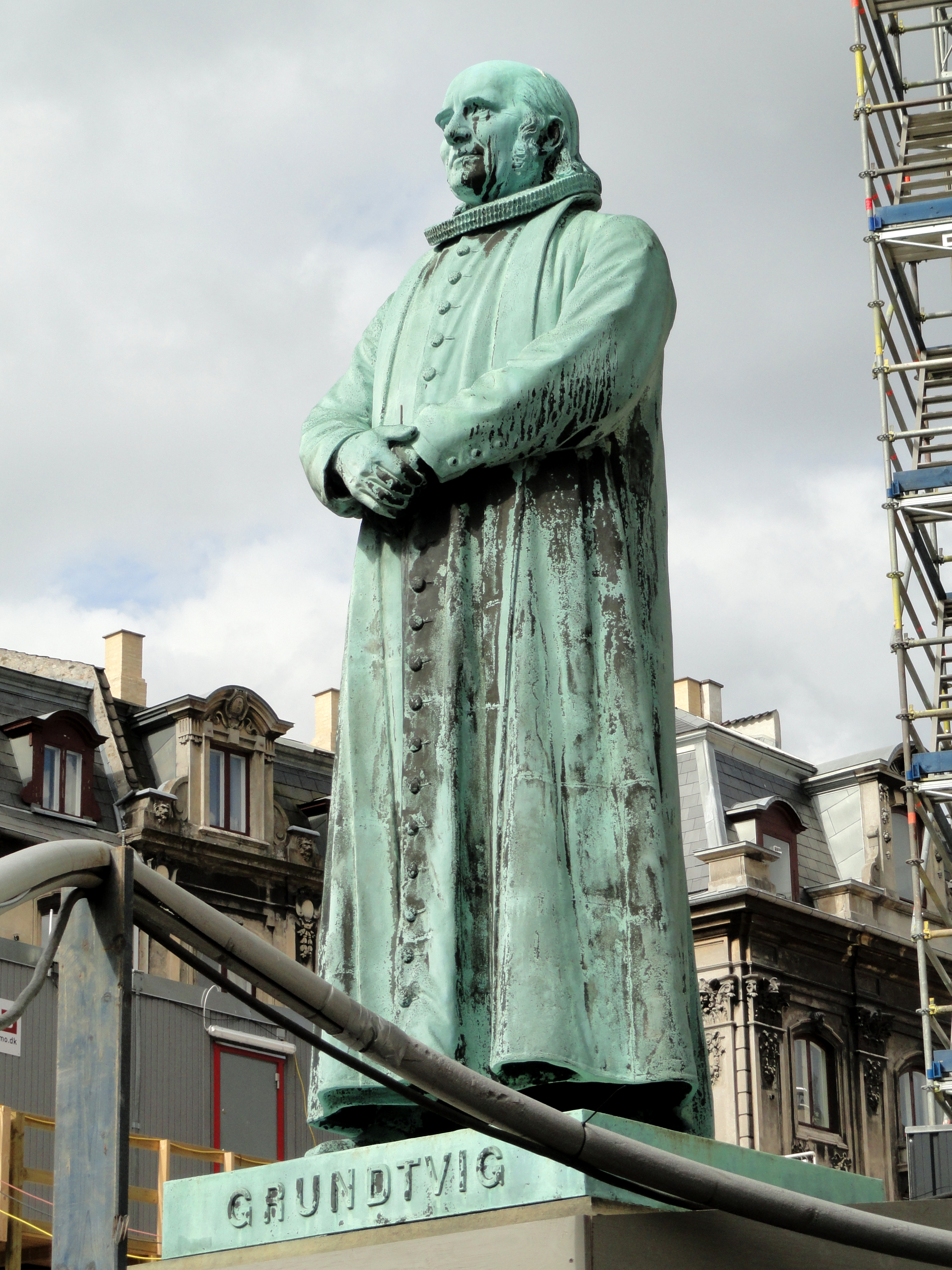
Grundtvig (1894) Iglesia de Frederik
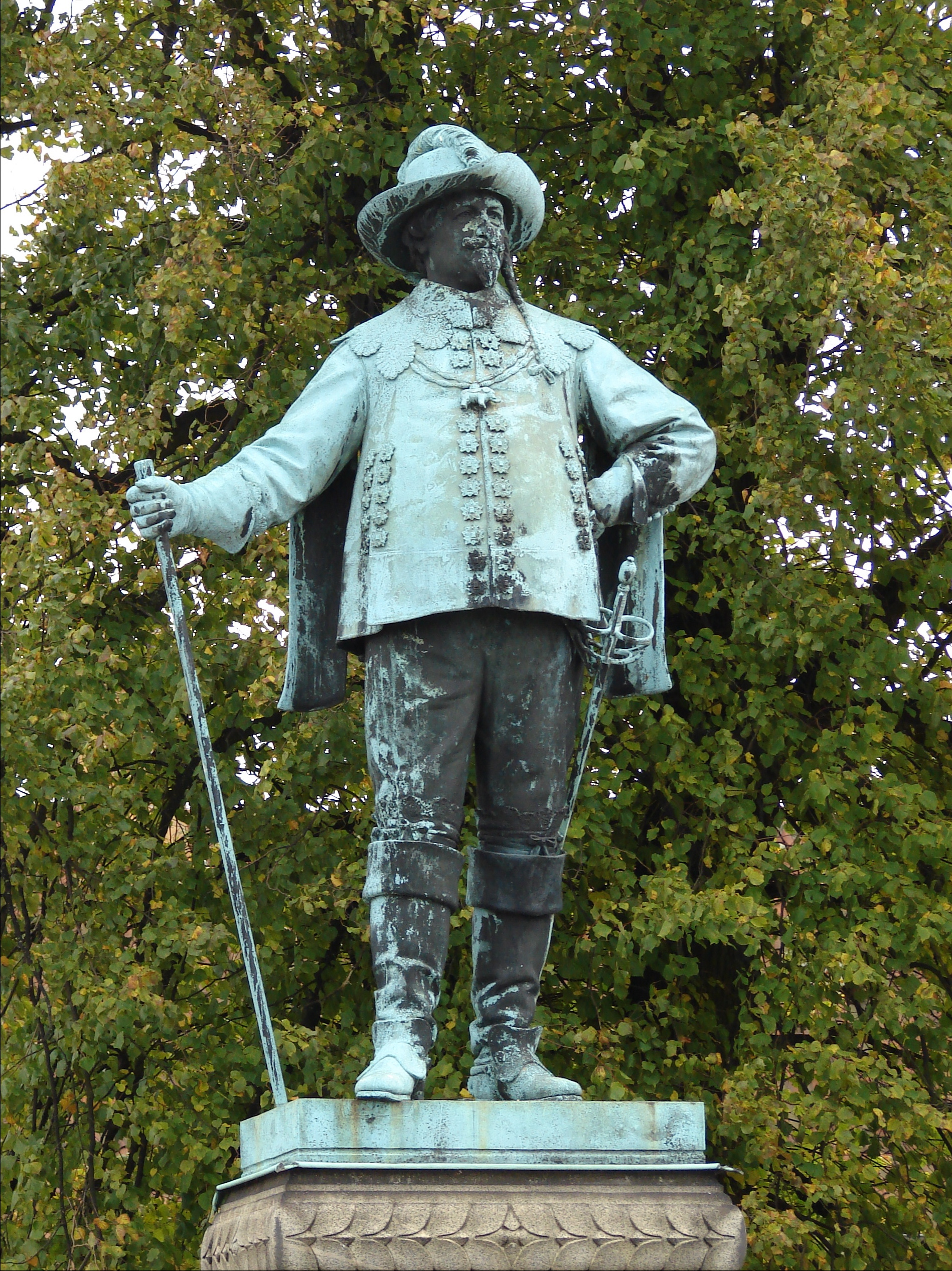
El rey Cristián IV (1900) Nyboder
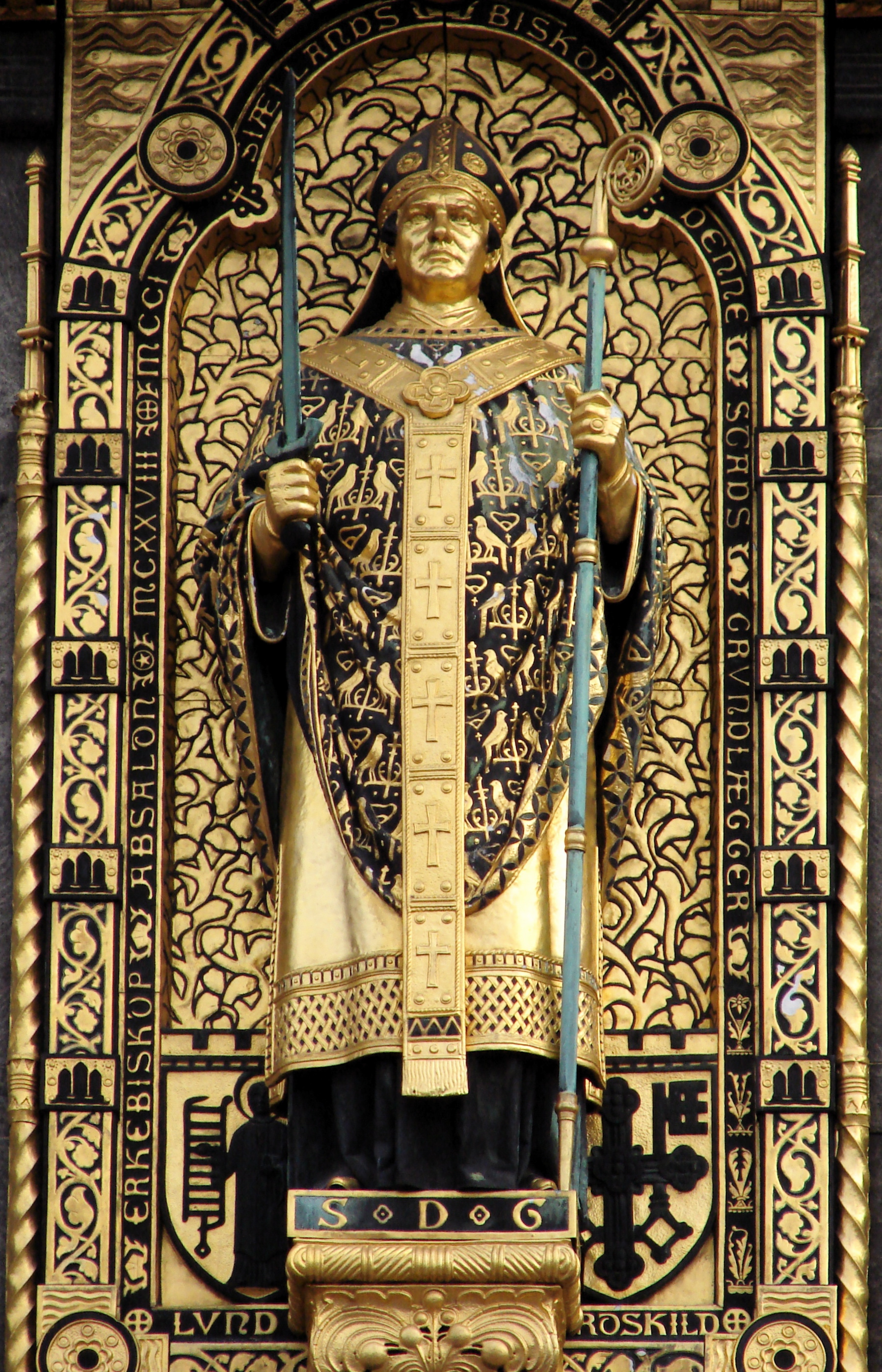
Absalón (1901) Ayuntamiento de Copenhague

## Oficinas culturales
| Predecesor: Ferdinand Meldahl | Director de la Real Academia Danesa de Bellas Artes 1902-1905 | Sucesor: Otto Becher  |
| Predecesor: Otto Becher       | Director de la Real Academia Danesa de Bellas Artes 1906–1908 | Sucesor: Martin Nyrop |